# Arveyres
Arveyres egy francia település Gironde megyében az Aquitania régióban. Lakosainak száma 2058 fő (2022. január 1.).

## Adminisztráció
Polgármesterek:
- 2001–2008 Yves Videau
- 2008–2014 Benoit Gheysens
- 2014–2020 Bernard Guilhem

## Demográfia
| Lakosok száma | 1726 | 1849 | 1819 | 1789 | 1899 | 1930 | 1960 | 1992 | 2000 | 2058 |
|               | 1968 | 1982 | 1990 | 2006 | 2013 | 2015 | 2017 | 2019 | 2020 | 2022 |

## Látnivalók
- Commanderie d'Arveyres